# 100485 Russelldavies
100485 Russelldavies este un asteroid care intersectează orbita planetei Marte.

## Descriere
100485 Russelldavies este un asteroid care intersectează orbita planetei Marte. Asteroidul prezintă o orbită caracterizată de o semiaxă mare de 2,02 ua, o excentricitate de 0,29 și o înclinație de 5,9° în raport cu ecliptica.